# メガネの文化史
『メガネの文化史』（メガネのぶんかし、Fashions in Eyeglasses）は、アメリカ合衆国の演劇研究家で、化粧コンサルタントのリチャード・コーソン（Richard Corson）が著した眼鏡に関する研究書である。

## 本の概要と出版状況
眼鏡商向けの眼鏡の専門書はこれ以前にも多く書かれてきたが、本書はそれらとは趣を異にし、演劇の衣装係、メイクアップ・アーチスト、俳優、イラストレーターに向けて、劇中の眼鏡に正しい時代考証を施すための知識を伝えることを目的として執筆された、眼鏡の流行についての研究書である。ヨーロッパで眼鏡が発明された13世紀から、1966年までの700年間における、眼鏡の型の変遷について、それらがつくられた時代背景や、受容の歴史を踏まえて、約650点の図版とともに紹介している。初版はPeter Owen Publishersから1967年に出版された。眼鏡を光学機器としてだけでなく、装身具としても捉えた、服飾文化に関する文献である。
日本語版は、劇作家の梅田晴夫が翻訳し、『メガネ博物誌』と題して、1972年に950部のみ限定出版された。1999年には、梅田の訳稿をそのまま使用し、1972年版では省かれていた序文と図版および図版解説を完全収録し、『メガネの文化史』と改題して出版された。その際、この序文と図版解説は出版元である八坂書房の編集部で新たに翻訳された。

## 出版記録
- 1967年 Peter Owen Publishers　（初版）
- 1972年 東京書房社（梅田晴夫による日本語訳）
- 1980年 Peter Owen Publishers　ISBN 978-0720632828
- 1999年 Peter Owen Ltd.　ISBN 978-0720605778（1980年版のペーパーバック版）
- 1999年 八坂書房 （梅田晴夫による日本語訳の増補改訂版）